# Johann Georg Oexle
Johann Georg Freiherr von Oexle, auch Oexl (* 1605 in Göppingen; † 27. Mai 1675 in Landshut) war kurfürstlich bairischer Geheimer Ratskanzler.

## Leben
Johann Georg Oexle wurde 1605, nach anderen Quellen auch 1606 als Sohn des Johann Konrad Oexle, des Bürgermeisters zu Göppingen, geboren. Er studierte Rechtswissenschaften in Tübingen und Ingolstadt und konvertierte zum Katholizismus. 1629 promovierte er zum Dr. jur. 1630 trat er in den bairischen Staatsdienst ein. 1641 bis 1643 war er in salzburgischen Diensten. Er kehrte in die Dienste des bairischen Herzogs Maximilian I. zurück und  setzte auf dem Friedensexekutionstag in Nürnberg 1649/51 die Rekatholisierung der Oberpfalz durch. Seit 1652 war er bairischer Geheimer Rat. 1662 wurde er als Nachfolger von Johann Adlzreiter von Tettenweis Geheimer Ratskanzler und 1663 bairischer Gesandter am Immerwährenden Reichstag in Regensburg. 1666 wurde er in den Freiherrenstand erhoben. 1667 geriet er während Verhandlungen in Wien unter Verdacht, Geheimnisse an den kaiserlichen Hof verraten zu haben und wurde von Kurfürst Ferdinand Maria abgesetzt. Sein Nachfolger als Geheimer Ratskanzler wurde Kaspar von Schmid. Oexle starb 1675 verarmt in Landshut.